# Brades
Brades o Brades Estate es la capital de facto de Montserrat y se encuentra en la bahía de Carr, próximo al extremo noroccidental de la isla. Cuenta con 1000 habitantes aproximadamente. La capital oficial, Plymouth, se encuentra abandonada desde 1995 tras la erupción del volcán de Soufrière Hills. Después de ese hecho los edificios de la administración se construyeron en Brades.
Posteriormente se han presentado planes para una nueva capital cerca de Brades en el sitio llamado Little Bay, también al norte de la zona de Exclusión en la parte segura de la isla.